# Pediculus humanus
O piolho humano (em latim Pediculus humanus) é uma espécie de inseto ftiráptero da família Pediculidae que parasita o homem, especialmente crianças e adolescentes.
Compreende duas subespécies:
- Pediculus humanus humanus Linnaeus, 1758 (piolho do corpo)
- Pediculus humanus capitis De Geer, 1767 (piolho da cabeça)

Já o inseto conhecido popularmente como piolho-da-púbis ou piolho genital  (Phthirus pubis) pertence a outro gênero.
A doença parasitária causada por piolhos é chamada pediculose. No homem, a infestação causada pelo Pediculus humanus   pode ocorrer no couro cabeludo (por Pediculus humanus capitis) ou no corpo (por Pediculus humanus humanus). A infestação por  Pthirus pubis (piolho-da-púbis)  é chamada a pediculose pubiana. A pediculose também é muito comum nos animais, sendo causada por uma grande variedade de espécies específicas.
O Pediculus humanus é um inseto sem asas com corpo dividido claramente em cabeça, tórax e abdome (diferentemente do Pthirus pubis ou piolho genital). O seu ovo fixa-se ao fio de cabelo através de uma substância pegajosa, assumindo a forma vulgarmente conhecida como lêndea. As lêndeas também podem ser encontradas aderidas as fibras dos tecidos das roupas, assim como o próprio inseto.
O seu ciclo é autoxênico (ou seja, todas as suas formas evolutivas do inseto são encontradas em apenas um hospedeiro) e tem início com a ovipostura. Os ovos necessitam de 4 a 14 dias para completarem a incubação. Após a eclosão, surgem as ninfas, que atingem o estádio adulto em 2 semanas. A maturidade sexual nos adultos ocorre em 4 horas, com cópula imediata. Sobrevivem de 3 a 4 semanas; ovipostura de aproximadamente 300 ovos.
Causador  da pediculose do corpo,  o  Pediculus humanus humanus encontra-se principalmente nas dobras do corpo ou preso à roupa. Suas picadas causam inflamação aguda da pele e prurido. Ademais, o  inseto é responsável pela transmissão de várias doenças infecciosas como o tifo, a febre recorrente e a febre das trincheiras. O simples hábito de trocar e lavar regularmente as roupas (com água quente e detergentes) foi suficiente para diminuir drasticamente a incidência dessa parasitose no homem.
O Pediculus humanus capitis ou piolho da cabeça é um inseto pequeno, medindo cerca de 0,3 cm de comprimento, sem asas. Possui garras de formato adaptado à preensão aos fios de cabelo. Seu aparelho bucal é do tipo sugador-picador, sendo, portanto, hematófago. Ao picar o couro cabeludo, o piolho além de sugar o sangue, libera uma pequena quantidade de saliva, responsável pelo prurido no couro cabeludo. Em consequência disso, podem ocorrer lesões, na região, funcionando como uma porta de entrada para agentes infecciosos.
O inseto passa por um ciclo de vida paurometábolo (metamorfose gradual) com cinco fases. A primeira fase é a de ovo (a lêndea do piolho), que é posto perto da base dos pelos (até um centímetro acima do couro cabeludo), pois a temperatura desse local permite a eclosão. As  fêmeas  adultas  põem cerca de 4 ovos por dia ou cerca de 88 ovos ao longo da sua vida.
Os ovos (lêndeas) ficam  firmemente presos à haste do cabelo, cerca de 0,6 cm acima da raiz do cabelo. As lêndeas aderidas aos fios vão  se afastando, à medida que os cabelos crescem, de modo que aquelas situadas além de 0,7cm da base do cabelo seriam lêndeas mortas ou já eclodidas, uma vez que os ovos necessitam do calor da cabeça para eclodir. Eles são muito pequenos e difíceis de ver. Sua cor varia entre o bege mais ou menos amarelado e o castanho médio. São frequentemente confundidos com caspa, crostas ou resíduos de fixador de cabelo. Levam normalmente 8 a 9 dias para eclodir em ninfas, as quais se tornam insetos adultos depois de 9 a 12 dias a partir da eclosão do ovo. As três fases seguintes são de ninfa  (primeiro, segundo e terceiro estágios). Da primeira ninfa ao piolho adulto, passam-se cerca de 15 dias. O ultimo estágio é o do inseto adulto, reprodutivamente maduro.
O tempo total de vida do piolho pode chegar a quarenta dias, desde que tenha um hospedeiro. Fora dele, o inseto sobrevive  apenas cerca de  oito horas, e a viabilidade das lêndeas também é comprometida.